# جاناتان شیچ
جاناتان شیچ (به انگلیسی: Johnathon Schaech) (زاده ۱۰ سپتامبر ۱۹۶۹) بازیگر آمریکایی است.
از فیلم‌های معروف او می‌توان به بازی در فیلم روز مردگان: تبار، شاهزاده، آرسنال، شیرین‌ترین چیز، عروس را ببوس، پیچک سمی ۲: لیلی، چگونه سگ همسایه خود را بکشید، سکوت، اسب‌های شکسته، سکس و دروغ در شهر گناه، گوشت مناسب، پیدا کردن گریسلند و کوانتیکو اشاره کرد.